# Distrito de Saint-Étienne
El distrito de Saint-Étienne es un distrito (en francés arrondissement) de Francia, que se localiza en el departamento de Loira (en francés Loire), de la región de Ródano-Alpes. Cuenta con 19 cantones y 74 comunas.

## División territorial

### Cantones
Los cantones del distrito de Saint-Étienne son:
1. Cantón de Bourg-Argental
2. Cantón de Le Chambon-Feugerolles
3. Cantón de Firminy
4. Cantón de La Grand-Croix
5. Cantón de Pélussin
6. Cantón de Rive-de-Gier
7. Cantón de Saint-Chamond-Nord
8. Cantón de Saint-Chamond-Sud
9. Cantón de Saint-Étienne-Nord-Est-1
10. Cantón de Saint-Étienne-Nord-Est-2
11. Cantón de Saint-Étienne-Nord-Ouest-1
12. Cantón de Saint-Étienne-Nord-Ouest-2
13. Cantón de Saint-Étienne-Sud-Est-1
14. Cantón de Saint-Étienne-Sud-Est-2
15. Cantón de Saint-Étienne-Sud-Est-3
16. Cantón de Saint-Étienne-Sud-Ouest-1
17. Cantón de Saint-Étienne-Sud-Ouest-2
18. Cantón de Saint-Genest-Malifaux
19. Cantón de Saint-Héand

### Comunas
| 1. Le Bessat (42017)               | 2. Bessey (42018)                   | 3. Bourg-Argental (42023)              | 4. Burdignes (42028)               |
| 5. Caloire (42031)                 | 6. Cellieu (42032)                  | 7. Chagnon (42036)                     | 8. Le Chambon-Feugerolles (42044)  |
| 9. La Chapelle-Villars (42051)     | 10. Chavanay (42056)                | 11. Chuyer (42064)                     | 12. Châteauneuf (42053)            |
| 13. Colombier (42067)              | 14. Dargoire (42083)                | 15. Doizieux (42085)                   | 16. Farnay (42093)                 |
| 17. Firminy (42095)                | 18. Fontanès (42096)                | 19. La Fouillouse (42097)              | 20. Fraisses (42099)               |
| 21. Genilac (42225)                | 22. Graix (42101)                   | 23. La Grand-Croix (42103)             | 24. L'Horme (42110)                |
| 25. Jonzieux (42115)               | 26. Lorette (42123)                 | 27. Lupé (42124)                       | 28. Maclas (42129)                 |
| 29. Malleval (42132)               | 30. Marcenod (42133)                | 31. Marlhes (42139)                    | 32. Pavezin (42167)                |
| 33. Planfoy (42172)                | 34. Pélussin (42168)                | 35. La Ricamarie (42183)               | 36. Rive-de-Gier (42186)           |
| 37. Roche-la-Molière (42189)       | 38. Roisey (42191)                  | 39. Saint-Appolinard (42201)           | 40. Saint-Chamond (42207)          |
| 41. Saint-Christo-en-Jarez (42208) | 42. Saint-Genest-Lerpt (42223)      | 43. Saint-Genest-Malifaux (42224)      | 44. Saint-Héand (42234)            |
| 45. Saint-Jean-Bonnefonds (42237)  | 46. Saint-Joseph (42242)            | 47. Saint-Julien-Molin-Molette (42246) | 48. Saint-Martin-la-Plaine (42259) |
| 49. Saint-Michel-sur-Rhône (42265) | 50. Saint-Paul-en-Cornillon (42270) | 51. Saint-Paul-en-Jarez (42271)        | 52. Saint-Pierre-de-Boeuf (42272)  |
| 53. Saint-Priest-en-Jarez (42275)  | 54. Saint-Romain-en-Jarez (42283)   | 55. Saint-Romain-les-Atheux (42286)    | 56. Saint-Régis-du-Coin (42280)    |
| 57. Saint-Sauveur-en-Rue (42287)   | 58. Saint-Étienne (42218)           | 59. Sainte-Croix-en-Jarez (42210)      | 60. Sorbiers (42302)               |
| 61. La Talaudière (42305)          | 62. Tarentaise (42306)              | 63. Tartaras (42307)                   | 64. La Terrasse-sur-Dorlay (42308) |
| 65. Thélis-la-Combe (42310)        | 66. La Tour-en-Jarez (42311)        | 67. Unieux (42316)                     | 68. Valfleury (42320)              |
| 69. La Valla-en-Gier (42322)       | 70. La Versanne (42329)             | 71. Villars (42330)                    | 72. Véranne (42326)                |
| 73. Vérin (42327)                  | 74. L'Étrat (42092)                 |                                        |                                    |